# 岡部直三郎
岡部 直三郎（おかべ なおざぶろう、1887年（明治20年）9月30日 - 1946年（昭和21年）11月23日）は、日本の陸軍軍人。最終階級は大将。北支那方面軍司令官、第3方面軍司令官、第6方面軍司令官。

## 経歴
広島県広島市袋町（現中区袋町）に於いて、陸軍書記を務めていた岡部栄次郎の三男として生まれる。1899年（明治32年）に崇徳中学校卒業後、広島陸軍地方幼年学校入学。その後、陸軍中央幼年学校、陸軍士官学校（18期）と進み、陸軍大学校（27期）卒業。陸士同期生には山下奉文、藤江恵輔、阿南惟幾、山脇正隆、安井藤治、小松原道太郎らがいる。陸大卒業後、1918年（大正7年）にハバロフスク特務機関（砲兵大尉）、1922年（大正11年）にポーランド公使館附武官（砲兵少佐）。この時、ポーランド参謀本部から帝国陸海軍への近代的暗号技術導入を手引きした。1930年（昭和5年）に野砲兵第1連隊長（砲兵大佐）、1932年（昭和7年）に上海派遣軍高級参謀。同年に参謀本部演習課長。1934年（昭和9年）に陸軍少将に昇進し、陸軍大学校研究部主事、1935年（昭和10年）に陸軍大学校幹事。陸軍大学校兵学教官として高等兵学を研究、教授し多くの人材を育成した。
日中戦争の始まりで北支那方面軍が新設されたことにより、1937年（昭和12年）に参謀長に就任、司令官寺内寿一大将を補佐し河北、山西、山東での作戦立案の中心となる。11月に任陸軍中将。1938年（昭和13年）に徐州作戦を指導した。7月に第1師団長へ転補、1939年、駐蒙軍司令官を経て内地へ戻った。1940年（昭和15年）に功により勲一等旭日大綬章・功二級金鵄勲章を受章。12月に陸軍技術本部長、1942年（昭和17年）10月、軍事参議官兼陸軍大学校校長に就任。1943年（昭和18年）2月に任陸軍大将、同期の山下奉文、藤江恵輔と同時進級であった。戦局の切迫で関東軍隷下に新設された第3方面軍司令官として第4軍（草場辰巳中将・20期首席）、第6軍（石黒貞蔵中将・19期）をその隷下に置き、第2方面軍（阿南惟幾大将）が南方に転用された1943年10月以降、任務を引き継いだ。ついで1944年（昭和19年）に北支方面軍司令官、湘桂作戦統帥にあたるため第6方面軍司令官として転補され漢口で終戦を迎えた。戦後、戦犯容疑者として勾留され、1946年（昭和21年）11月に上海で病死した。

## 人格
岡部が陸大幹事（副校長格）時の在学生であった高山信武によれば、岡部は寡言黙考、沈着冷静の将軍であり、その一言一語には千鈞の重みが感じられたという。教授する戦術思想は堅実で、孫子を引用し、不敗の態勢を整えてから勝利を考えるよう教えていたことから、当時の陸大校長で積極攻勢思想を持論としていた小畑敏四郎中将（16期）と比較されたという。
また、高山砲兵大尉らが卒業した1935年（昭和10年）の陸大（47期）卒業式においては、フリードリッヒ大王やナポレオンを引き合いに出し、わが日本軍隊を統率するのは（ナポレオンらのような）権力や利益によるものでも、威嚇によるものでもなく、天皇の御稜威（みいず）のもと委任され統率するのであって、道義と責任感をもって部下を指導しなければならないと学生に講演し諭したという。

## 栄典
位階
- 1939年（昭和14年）12月15日 - 正四位
- 1942年（昭和17年）12月28日 - 従三位

勲章
- 1934年（昭和9年）2月7日 - 勲三等瑞宝章[3]
- 1940年（昭和15年）8月15日 - 紀元二千六百年祝典記念章[4]

## 書籍
- 『岡部直三郎大将の日記』、芙蓉書房、1982年3月